# Potrochowo (obwód wołogodzki)
Potrochowo (ros. Потрохово) – wieś w Rosji, w rejonie wołogodzkim obwodu wołogodzkiego. W 2010 r. liczyła 6 mieszkańców.